# Kvalifikace na Mistrovství světa ve fotbale 2014 (UEFA) – skupina I
Skupina I kvalifikace na Mistrovství světa ve fotbale 2014 byla jednou z 9 evropských kvalifikačních skupin na tento šampionát. Postup na závěrečný turnaj si zajistil vítěz skupiny. Osm nejlepších týmů na druhých místech ze všech skupin hrálo baráž, zatímco nejhorší tým na druhých místech přímo vypadl.

## Tabulka
| Tým       | Z | V | R | P | VG | IG | +/- | B  |
| --------- | - | - | - | - | -- | -- | --- | -- |
| Španělsko | 8 | 6 | 2 | 0 | 14 | 3  | +11 | 20 |
| Francie   | 8 | 5 | 2 | 1 | 15 | 6  | +9  | 17 |
| Finsko    | 8 | 2 | 3 | 3 | 5  | 9  | -4  | 9  |
| Gruzie    | 8 | 1 | 2 | 5 | 3  | 10 | -7  | 5  |
| Bělorusko | 8 | 1 | 1 | 6 | 7  | 16 | -9  | 4  |

- Španělsko postoupilo na Mistrovství světa ve fotbale 2014.[1]
- Francie postoupila do evropské baráže.

## Zápasy
Rozpis zápasů byl dohodnut na setkání zástupců účastníků této skupiny v Paříži dne 23. září 2011.
| 7. září 2012 21:00 UTC+4 |        |           |                                                 |
| Gruzie                   | 1 – 0  | Bělorusko | Boris Paichadze Stadium, Tbilisi diváci: 20 000 |
| Okriashvili 51'          | Report |           | Boris Paichadze Stadium, Tbilisi diváci: 20 000 |

| 7. září 2012 21:30 UTC+3 |        |           |                                             |
| Finsko                   | 0 – 1  | Francie   | Olympijský stadion, Helsinky diváci: 35 111 |
|                          | Report | Diaby 20' | Olympijský stadion, Helsinky diváci: 35 111 |

| 11. září 2012 21:00 UTC+2        |        |             |                                             |
| Francie                          | 3 – 1  | Bělorusko   | Stade de France, Saint-Denis diváci: 52 552 |
| Capoue 49' Jallet 68' Ribéry 80' | Report | Putsila 72' | Stade de France, Saint-Denis diváci: 52 552 |

| 11. září 2012 21:30 UTC+4 |        |             |                                                          |
| Gruzie                    | 0 – 1  | Španělsko   | Boris Paichadze National Stadium, Tbilisi diváci: 54 598 |
|                           | Report | Soldado 86' | Boris Paichadze National Stadium, Tbilisi diváci: 54 598 |

| 12. října 2012 21:00 UTC+3 |        |                              |                                      |
| Bělorusko                  | 0 – 4  | Španělsko                    | Stadion Dynama, Minsk diváci: 28 800 |
|                            | Report | Alba 12' Pedro 21', 69', 72' | Stadion Dynama, Minsk diváci: 28 800 |

| 12. října 2012 18:30 UTC+3 |        |           |                                             |
| Finsko                     | 1 – 1  | Gruzie    | Olympijský stadion, Helsinky diváci: 12 607 |
| Hämäläinen 63'             | Report | Kašia 56' | Olympijský stadion, Helsinky diváci: 12 607 |

| 16. října 2012 21:00 UTC+2 |        |              |                                                 |
| Španělsko                  | 1 – 1  | Francie      | Estadio Vicente Calderón, Madrid diváci: 46 825 |
| Ramos 25'                  | Report | Giroud 90+4' | Estadio Vicente Calderón, Madrid diváci: 46 825 |

| 16. října 2012 19:00 UTC+3 |        |        |                                      |
| Bělorusko                  | 2 – 0  | Gruzie | Stadion Dynama, Minsk diváci: 15 300 |
| Bressan 6' Drahun 28'      | Report |        | Stadion Dynama, Minsk diváci: 15 300 |

| 22. března 2013 21:00 UTC+1          |        |                |                                             |
| Francie                              | 3 – 1  | Gruzie         | Stade de France, Saint-Denis diváci: 71 147 |
| Giroud 45+1' Valbuena 47' Ribéry 61' | Report | Kobakhidze 71' | Stade de France, Saint-Denis diváci: 71 147 |

| 22. března 2013 20:45 UTC+1 |        |           |                                  |
| Španělsko                   | 1 – 1  | Finsko    | El Molinón, Gijón diváci: 28 000 |
| Ramos 49'                   | Report | Pukki 79' | El Molinón, Gijón diváci: 28 000 |

| 26. března 2013 21:00 UTC+1 |        |           |                                             |
| Francie                     | 0 – 1  | Španělsko | Stade de France, Saint-Denis diváci: 78 329 |
|                             | Report | Pedro 58' | Stade de France, Saint-Denis diváci: 78 329 |

| 7. června 2013 19:00 UTC+3 |        |           |                                             |
| Finsko                     | 1 – 0  | Bělorusko | Olympijský stadion, Helsinky diváci: 24 916 |
| Hämäläinen 57'             | Report |           | Olympijský stadion, Helsinky diváci: 24 916 |

| 11. června 2013 20:00 UTC+3 |        |           |                                         |
| Bělorusko                   | 1 – 1  | Finsko    | Centrální stadion, Homel diváci: 10 100 |
| Verchovcov 85'              | Report | Pukki 24' | Centrální stadion, Homel diváci: 10 100 |

| 6. září 2013 22:15 UTC+4 |        |         |                                      |
| Gruzie                   | 0 – 0  | Francie | Dinamo Arena, Tbilisi diváci: 25 000 |
|                          | Report |         | Dinamo Arena, Tbilisi diváci: 25 000 |

| 6. září 2013 21:30 UTC+3 |        |                            |                                             |
| Finsko                   | 0 – 2  | Španělsko                  | Olympijský stadion, Helsinky diváci: 37 492 |
|                          | Report | Jordi Alba 19' Negredo 86' | Olympijský stadion, Helsinky diváci: 37 492 |

| 10. září 2013 22:00 UTC+3 |        |                                            |                                         |
| Bělorusko                 | 2 – 4  | Francie                                    | Centrální stadion, Homel diváci: 12 203 |
| Filipenko 32' Kalačev 58' | Report | Ribéry 47' (pen.), 64' Nasri 70' Pogba 73' | Centrální stadion, Homel diváci: 12 203 |

| 10. září 2013 21:00 UTC+4 |        |              |                                                   |
| Gruzie                    | 0 – 1  | Finsko       | Stadion Micheila Meschiho, Tbilisi diváci: 15 000 |
|                           | Report | Eremenko 74' | Stadion Micheila Meschiho, Tbilisi diváci: 15 000 |

| 11. října 2013 22:00 UTC+2 |        |                |                                             |
| Španělsko                  | 2 – 1  | Bělorusko      | Iberostar, Palma de Mallorca diváci: 22 900 |
| Xavi 61' Negredo 78'       | Report | Kornilenko 89' | Iberostar, Palma de Mallorca diváci: 22 900 |

| 15. října 2013 21:00 UTC+2 |        |        |                                          |
| Španělsko                  | 2 – 0  | Gruzie | Carlos Belmonte, Albacete diváci: 16 133 |
| Negredo 26' Mata 61'       | Report |        | Carlos Belmonte, Albacete diváci: 16 133 |

| 15. října 2013 21:00 UTC+2             |        |        |                                             |
| Francie                                | 3 – 0  | Finsko | Stade de France, Saint-Denis diváci: 70 156 |
| Ribéry 8' Toivio 76' (vl.) Benzema 87' | Report |        | Stade de France, Saint-Denis diváci: 70 156 |